# باول بولز
باول بولز (بالإنجليزية: Paul Bowles)‏ (31 مايو 1957 في المملكة المتحدة - 28 مارس 2017) هو لاعب كرة قدم بريطاني في مركز الدفاع. لعب مع بورت فايل وستوكبورت كونتي ونادي ساوثهامبتون ونادي كرو ألكساندرا ونادي بارو.

## وصلات خارجية
- باول بولز على موقع قاعدة بيانات كرة القدم.إي يو (الإنجليزية)